# Cycloderus immaculicollis
Cycloderus immaculicollis is een keversoort uit de familie vuurkevers (Pyrochroidae). De wetenschappelijke naam van de soort is voor het eerst geldig gepubliceerd in 1995 door Pollock.